# 利根町
利根町（日语：／ Tone machi */?）是位于茨城縣南部的一町。現在是北相馬郡（旧下總國）的唯一一町。

## 历史
- 1955年（昭和30年）1月 布川町與文村、文間村、東文間村合併、改制為利根町。

## 地域

### 教育
- 中学校
  - 利根町立利根中学校

- 小学校
  - 利根町立文小学校
  - 利根町立布川小学校
  - 利根町立文間小学校
  - 利根町立東文間小学校
  - 利根町立太子堂小学校